# Sebastian Boenisch

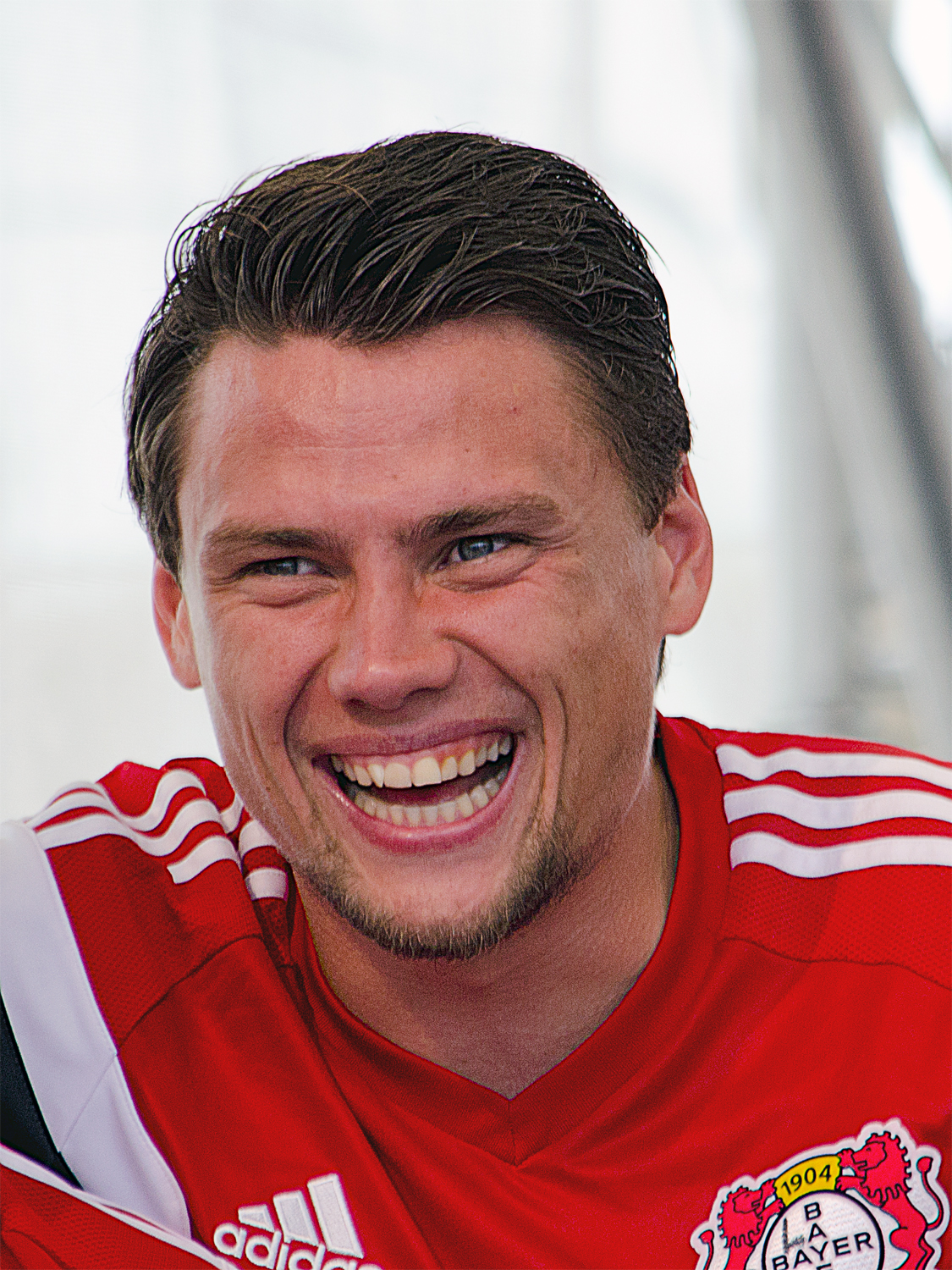
Sebastian Boenisch (2015)

Sebastian Boenisch (původně Sebastian Pniowski; * 1. února 1987 Gliwice, Polsko) je bývalý polsko-německý fotbalový obránce. V mládežnických kategoriích reprezentoval Německo, na seniorské úrovni oblékal dres polské reprezentace.

## Klubová kariéra
- SSVG 09/12 Heiligenhaus (mládež)
- Borussia Velbert (mládež)
- SC Rot-Weiß Oberhausen (mládež)
- FC Schalke 04 (mládež)
- FC Schalke 04 2005–2007
- SV Werder Bremen 2007–2012
- Bayer 04 Leverkusen 2012–2016
- TSV 1860 München 2016–2017
- Floridsdorfer AC 2019–2020
- SC Wiener Neustadt 2020

## Reprezentační kariéra

### Německo
Boenisch hrál za německé mládežnické reprezentační výběry U20 a U21.
Trenér Horst Hrubesch jej nominoval na Mistrovství Evropy hráčů do 21 let 2009 konané ve Švédsku, kde mladí Němci získali svůj premiérový titul v této kategorii.

### Polsko
V polském národním A-mužstvu debutoval 4. 9. 2010 v přátelském utkání v Łódźi proti týmu Ukrajiny (remíza 1:1).
Trenér polské reprezentace Franciszek Smuda jej zařadil do nominace na domácí EURO 2012 (konané v Polsku a na Ukrajině). Na turnaji odehrál všechny tři zápasy základní skupiny A, postupně proti Řecku, Rusku a České republice. Poláci obsadili na turnaji se dvěma body poslední čtvrté místo ve skupině.